# Avezzano Calcio 1992-1993
Questa pagina raccoglie le informazioni riguardanti l'Avezzano Calcio nelle competizioni ufficiali della stagione 1992-1993.

## Organigramma societario
Area direttiva
- Presidente: Mauro Gentile

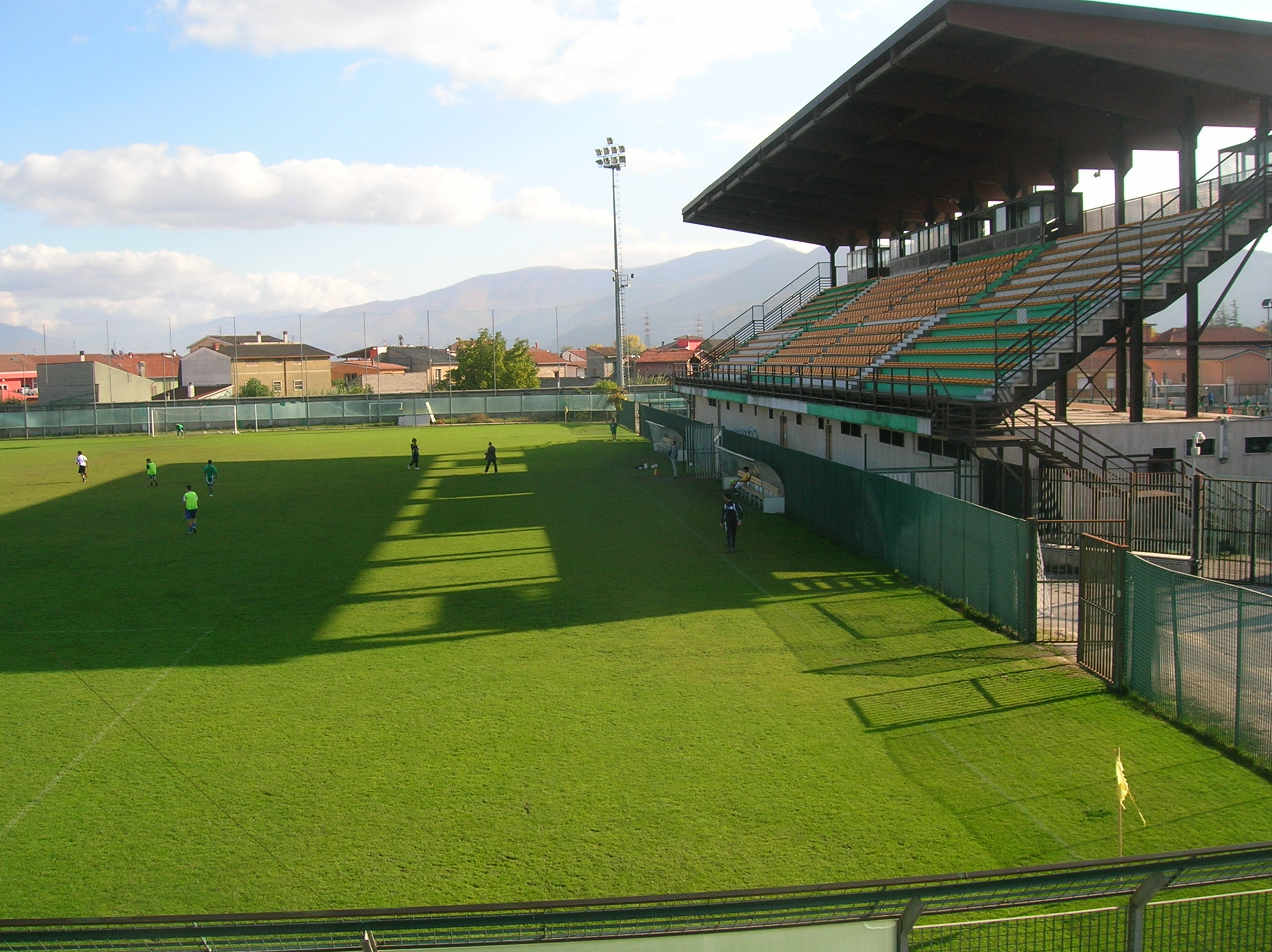
Stadio dei Marsi di Avezzano

- Direttore Generale: Aureliano Giffi
- Direttore Sportivo: Camillo (Nello) De Nicola
- Segretario: Piero Puglielli

Area tecnica
- Allenatore: Pino Petrelli
- Vice allenatore: Pietro Scognamiglio
- Medico sociale: Francesco Giffi
- Massaggiatore: Domenico Vicini

## Rosa

### Rosa 1992-1993
Rosa dell'Avezzano calcio 1992-1993.
| N. |                   | Ruolo | Calciatore              |
| -- | ----------------- | ----- | ----------------------- |
|    | Italia (bandiera) | P     | Fabio Brini             |
|    | Italia (bandiera) | P     | Giovanni Coscione       |
|    | Italia (bandiera) | P     | Marco Onorati           |
|    | Italia (bandiera) | D     | Antonio Delucca         |
|    | Italia (bandiera) | D     | Marco De Marchis        |
|    | Italia (bandiera) | D     | Massimiliano Di Luca    |
|    | Italia (bandiera) | D     | Antonio Fabbiano        |
|    | Italia (bandiera) | D     | Fabrizio Fantoni        |
|    | Italia (bandiera) | D     | Tommaso Ferdinandi      |
|    | Italia (bandiera) | D     | Vincenzo Marchese       |
|    | Italia (bandiera) | D     | James Walter Wilson     |
|    | Italia (bandiera) | C     | Massimiliano Buzzinelli |

| N. |                   | Ruolo | Calciatore              |
| -- | ----------------- | ----- | ----------------------- |
|    | Italia (bandiera) | C     | Luigi Caffarelli        |
|    | Italia (bandiera) | C     | Alberto Catena          |
|    | Italia (bandiera) | C     | Danilo Cupellaro        |
|    | Italia (bandiera) | C     | Arnaldo De Cresce       |
|    | Italia (bandiera) | C     | Andrea Giannelli        |
|    | Italia (bandiera) | C     | Corrado Giannini        |
|    | Italia (bandiera) | C     | Manuel Milana           |
|    | Italia (bandiera) | C     | Antonio Pecoraro        |
|    | Italia (bandiera) | C     | Giampaolo Pellegrini    |
|    | Italia (bandiera) | A     | Massimiliano Manni      |
|    | Italia (bandiera) | A     | Neivaldo Mozetti (Pita) |
|    | Italia (bandiera) | A     | Stefano Nicoletti       |

## Risultati

### Serie C2 girone B

#### Girone di andata
| Cerveteri 13 settembre 1992 1ª giornata | Cerveteri | 3 – 0 | Avezzano | Stadio Enrico Galli |

| Avezzano 20 settembre 1992 2ª giornata | Avezzano | 0 – 0 | Rimini | Stadio dei Marsi |

| Cecina 27 settembre 1992 3ª giornata | Cecina | 0 – 2 | Avezzano | Stadio Loris Rossetti |

| Avezzano 4 ottobre 1992 4ª giornata | Avezzano | 0 – 2 | Pistoiese | Stadio dei Marsi |

| Gualdo Tadino 11 ottobre 1992 5ª giornata | Gualdo | 0 – 0 | Avezzano | Stadio Carlo Angelo Luzi |

| Avezzano 18 ottobre 1992 6ª giornata | Avezzano | 1 – 1 | Poggibonsi | Stadio dei Marsi |

| Avezzano 25 ottobre 1992 7ª giornata | Avezzano | 1 – 1 | Viareggio | Stadio dei Marsi |

| Civitanova Marche 1º novembre 1992 8ª giornata | Civitanovese | 1 – 0 | Avezzano | Stadio comunale |

| Avezzano 8 novembre 1992 9ª giornata | Avezzano | 1 – 1 | Ponsacco | Stadio dei Marsi |

| Prato 22 novembre 1992 10ª giornata | Prato | 1 – 1 | Avezzano | Stadio Lungobisenzio |

| Pineto 29 novembre 1992 11ª giornata | Francavilla | 1 – 1 | Avezzano | Stadio Santa Maria (poi Mimmo Pavone) |

| Avezzano 6 dicembre 1992 12ª giornata | Avezzano | 0 – 2 | Castel di Sangro | Stadio dei Marsi |

| Fano 13 dicembre 1992 13ª giornata | Fano | 0 – 2 | Avezzano | Stadio Raffaele Mancini |

| Avezzano 20 dicembre 1992 14ª giornata | Avezzano | 0 – 1 | Montevarchi | Stadio dei Marsi |

| Vasto 27 dicembre 1992 15ª giornata | Vastese | 1 – 0 | Avezzano | Stadio Aragona |

| Avezzano 24 gennaio 1993 16ª giornata | Avezzano | 1 – 3 | Baracca Lugo | Stadio dei Marsi |

| Pontedera 31 gennaio 1993 17ª giornata | Pontedera | 0 – 0 | Avezzano | Stadio Ettore Mannucci |

#### Girone di ritorno
| Avezzano 7 febbraio 1993 18ª giornata | Avezzano | 5 – 1 | Cerveteri | Stadio dei Marsi |

| Rimini 14 febbraio 1993 19ª giornata | Rimini | 1 – 0 | Avezzano | Stadio Romeo Neri |

| Avezzano 21 febbraio 1993 20ª giornata | Avezzano | 1 – 0 | Cecina | Stadio dei Marsi |

| Pistoia 7 marzo 1993 21ª giornata | Pistoiese | 3 – 0 | Avezzano | Stadio Marcello Melani |

| Avezzano 14 marzo 1993 22ª giornata | Avezzano | 1 – 1 | Gualdo | Stadio dei Marsi |

| Poggibonsi 21 marzo 1993 23ª giornata | Poggibonsi | 1 – 0 | Avezzano | Stadio Stefano Lotti |

| Viareggio 28 marzo 1993 24ª giornata | Viareggio | 3 – 0 | Avezzano | Stadio Torquato Bresciani |

| Avezzano 4 aprile 1993 25ª giornata | Avezzano | 1 – 1 | Civitanovese | Stadio dei Marsi |

| Ponsacco 17 aprile 1993 26ª giornata | Ponsacco | 0 – 2 | Avezzano | Stadio comunale |

| Avezzano 25 aprile 1993 27ª giornata | Avezzano | 1 – 1 | Prato | Stadio dei Marsi |

| Avezzano 2 maggio 1993 28ª giornata | Avezzano | 3 – 0 | Francavilla | Stadio dei Marsi |

| Castel di Sangro 9 maggio 1993 29ª giornata | Castel di Sangro | 2 – 0 | Avezzano | Stadio Teofilo Patini |

| Avezzano 23 maggio 1993 30ª giornata | Avezzano | 0 – 0 | Fano | Stadio dei Marsi |

| Montevarchi 30 maggio 1993 31ª giornata | Montevarchi | 0 – 0 | Avezzano | Stadio Gastone Brilli Peri |

| Avezzano 6 giugno 1993 32ª giornata | Avezzano | 2 – 1 | Vastese | Stadio dei Marsi |

| Lugo di Romagna 13 giugno 1993 33ª giornata | Baracca Lugo | 2 – 2 | Avezzano | Stadio Ermes Muccinelli |

| Avezzano 20 giugno 1993 34ª giornata | Avezzano | 1 – 0 | Pontedera | Stadio dei Marsi |

### Coppa Italia Serie C

#### Fase eliminatoria

##### Primo turno
| Avezzano 19 agosto 1992 andata | Avezzano | 4 – 0 | Gualdo | Stadio dei Marsi |

| Gualdo Tadino 23 agosto 1992 ritorno | Gualdo | 0 – 1 | Avezzano | Stadio Carlo Angelo Luzi |

##### Secondo turno
| Francavilla al mare 2 settembre 1992 andata | Francavilla | 4 – 3 | Avezzano | Stadio Valle Anzuca |

| Avezzano 9 settembre 1992 ritorno | Avezzano | 1 – 2 | Francavilla | Stadio dei Marsi |

## Statistiche

### Andamento in campionato
| Giornata  | 1 | 2 | 3 | 4 | 5 | 6 | 7 | 8 | 9 | 10 | 11 | 12 | 13 | 14 | 15 | 16 | 17 | 18 | 19 | 20 | 21 | 22 | 23 | 24 | 25 | 26 | 27 | 28 | 29 | 30 | 31 | 32 | 33 | 34 |
| --------- | - | - | - | - | - | - | - | - | - | -- | -- | -- | -- | -- | -- | -- | -- | -- | -- | -- | -- | -- | -- | -- | -- | -- | -- | -- | -- | -- | -- | -- | -- | -- |
| Luogo     | T | C | T | C | T | C | C | T | C | T  | T  | C  | T  | C  | T  | C  | T  | C  | T  | C  | T  | C  | T  | T  | C  | T  | C  | C  | T  | C  | T  | C  | T  | C  |
| Risultato | P | N | V | P | N | N | N | P | N | N  | N  | P  | V  | P  | P  | P  | N  | V  | P  | V  | P  | N  | P  | P  | N  | V  | N  | V  | P  | N  | N  | V  | N  | V  |

Legenda:

Luogo: C = Casa; T = Trasferta. Risultato: V = Vittoria; N = Pareggio; P = Sconfitta.